# Харазишвили, Александр Бежанович
Александр Бежанович Харазишвили (груз. ალექსანდრე ბეჟანის ძე ხარაზიშვილი; род. 18 ноября 1949, Москва) — советский и грузинский математик, доктор физико-математических наук (1982), профессор, академик Академии наук Грузии (2015; член-корреспондент с 2009).  Лауреат Премии Лодзинского университета (1996) и Премии Н. Мусхелишвили АН Грузии (2008).

## Биография
Родился 18 ноября 1949 года в Москве, РСФСР.
С 1967 по 1972 год обучался на механико-математическом факультете Тбилисского государственного университета. 
С 1973 по 2005 год на научно-исследовательской работе в Институте прикладной математики имени И. Н. Векуа АН Грузинской ССР в качестве младшего научного сотрудника, с 1976 по 1983 год — старший научный сотрудник, с 1983 по 2005 год — заведующий отделом дискретной математики. Одновременно с 1994 по 1998 год на педагогической работе в Лодзинском университете в качестве профессора кафедры реального анализа.
С 2006 года — ведущий научный сотрудник Математического института имени А. Размадзе Академии наук Грузии и одновременно с 2006 по 2011 год — профессор физико-математического факультета Государственного университета Ильи.

### Научно-педагогическая деятельность и вклад в науку
Основная научно-педагогическая деятельность А. Б. Харазишвили была связана с вопросами в области математики и геометрии, занимался изучением бесконечной комбинаторики, теории измерений и функционального анализа, вещественной переменной функция теории и теории множеств.
В 1973 году защитил кандидатскую диссертацию по теме: «О некоторых комбинаторных свойствах подмножеств евклидовых пространств», в 1982 году защитил докторскую диссертацию на соискание учёной степени доктор физико-математических наук по теме: «Об инвариантных продолжениях меры Лебега ». В 1987 году ему присвоено учёное звание профессор. В 2009 году был избран член-корреспондентом, а в 2015 году — действительным членом НАН Грузии.  А. Б. Харазишвили было написано более трёхсот научных работ, в том числе монографий и  работ опубликованы в ведущих математических журналах.

## Основные труды
- Избранные вопросы геометрии евклидовых пространств. - Тбилиси : Изд-во Тбил. ун-та, 1978. - 161 с.
- Некоторые вопросы теории множеств и теории меры. - Тбилиси : Изд-во Тбил. ун-та, 1978. - 178 с.
- Некоторые вопросы функционального анализа и их применения. - Тбилиси : Изд-во Тбил. ун-та, 1979. - 161 с.
- Об инвариантных продолжениях меры Лебега. - Тбилиси, 1981. - 253 с.
- Инвариантные продолжения меры Лебега / А. Б. Харазишвили. - Тбилиси : Изд-во Тбил. ун-та, 1983. - 204 с.
- Топологические аспекты теории меры / А. Б. Харазишвили. - Киев : Наук. думка, 1984. - 117 с.
- Введение в комбинаторную геометрию / А. Б. Харазишвили. - Тбилиси : Изд-во Тбил. ун-та, 1985. - 149 с[4]

## Награды
- Премия Лодзинского университета (1996)
- Премия Н. Мусхелишвили АН Грузии (2008)[1][2][3]